# Castello di Sant’Aniceto

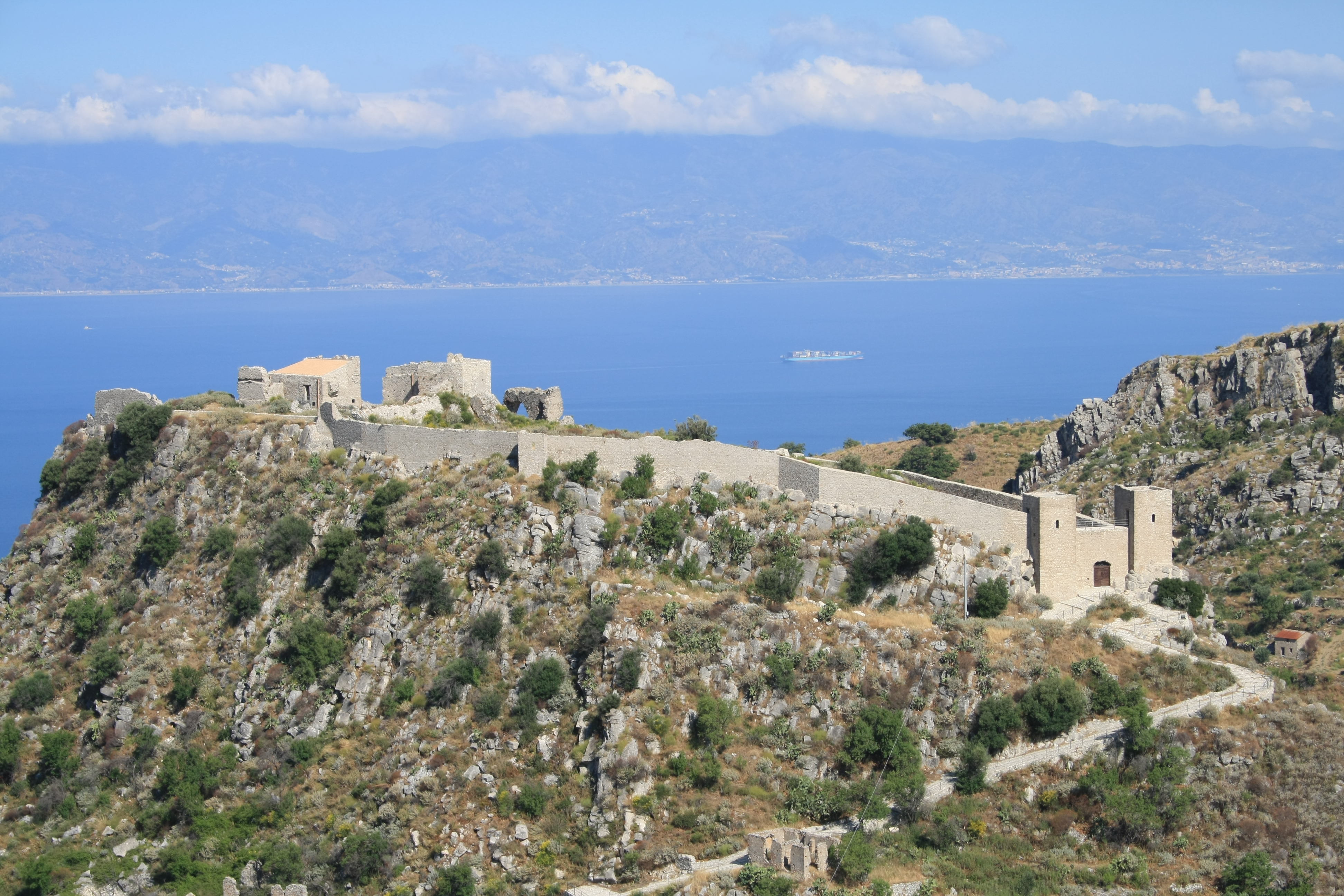
Castello di Sant’Aniceto.

Das Castello di Sant’Aniceto (auch Castello San Niceto) ist eine Burgruine in Motta San Giovanni in der Metropolitanstadt Reggio Calabria in Kalabrien. Die Burg liegt auf einer Höhe von 670 m s.l.m.
In der Verordnung Karls I. von Anjou über die Besoldung der Kastellbesatzungen und die Reparatur der Kastelle von 1269 wurde castrum S. Niceti das erste Mal erwähnt. Auch in den Listen von 1275 und 1282 wird die Burg erwähnt. Die Besatzung der Burg, die unter direkter königlicher Verwaltung stand, bestand aus einem Kastellan und zehn servientes. Allerdings stand hier bereits seit dem Beginn des 11. Jahrhunderts eine Burg, die die Byzantiner erbaut hatten. Von der Burg aus kann die kalabrische Küste und die Küste von Sizilien eingesehen werden. Man hoffte, schnell auf Angriffe der Sarazenen von Sizilien aus reagieren zu können.

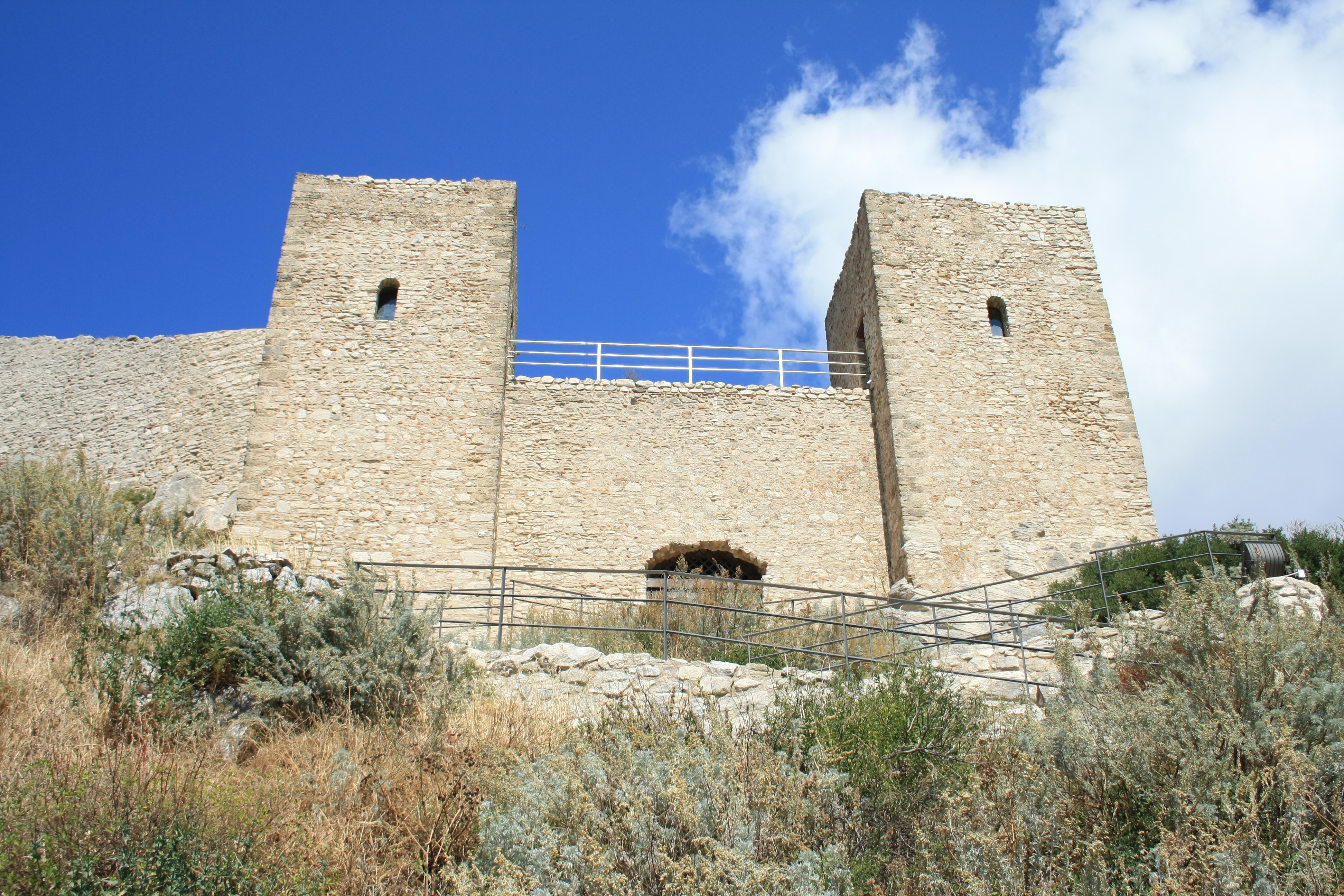
Das Castello

Die Burg ist unregelmäßig aufgebaut. Die Toranlage besteht aus zwei viereckigen Türmen. An den langen Seiten der Burg steht eine Wehrmauer. Sie hat eine Höhe von etwa 3 bis 3,5 Metern und umschließt eine Freifläche, die Vorburg. Hier lebten die Ritter und ihre Knechte in Zelten. Abgeschlossen wird die Vorburg im Westen durch ein Turmkastell. Weiter westlich liegt der Palas, ein Wohnsitz. Die Burg hat eine Ausdehnung von etwa 180 Metern in der Länge und 55 Metern in der Breite.